# Yoshiwara (Shizuoka)
Pour les articles homonymes, voir Yoshiwara.
Yoshiwara (吉原市, Yoshiwara-shi) était une ville du Japon situé dans l'Est de la préfecture de Shizuoka.
Le 1er novembre 1966, Yoshiwara a été fusionnée avec la ville de Fuji.